# Пальміра (Нью-Джерсі)
Пальміра (англ. Palmyra) — місто (англ. borough) в США, в окрузі Берлінгтон штату Нью-Джерсі. Населення — 7438 осіб (2020).

## Географія
Пальміра розташована за координатами 40°0′9″ пн. ш. 75°2′7″ зх. д. / 40.00250° пн. ш. 75.03528° зх. д. (40.002615, -75.035273).  За даними Бюро перепису населення США в 2010 році місто мало площу 6,61 км², з яких 4,83 км² — суходіл та 1,78 км² — водойми.

## Демографія
Згідно з переписом 2010 року, у селищі мешкало 7398 осіб у 3156 домогосподарствах у складі 1938 родин. Було 3392 помешкання
Расовий склад населення:
| - 78,8 % — білих - 14,5 % — чорних або афроамериканців - 1,8 % — азіатів - 0,3 % — корінних американців - 0,1 % — вихідців з тихоокеанських островів - 1,9 % — осіб інших рас |

До двох чи більше рас належало 2,5 %. Частка іспаномовних становила 5,4 % від усіх жителів.
За віковим діапазоном населення розподілялося таким чином: 19,5 % — особи молодші 18 років, 67,3 % — особи у віці 18—64 років, 13,2 % — особи у віці 65 років та старші. Медіана віку мешканця становила 41,0 року. На 100 осіб жіночої статі у селищі припадало 95,1 чоловіків;  на 100 жінок у віці від 18 років та старших — 91,2 чоловіків також старших 18 років.
Середній дохід на одне домашнє господарство  становив 74 272 долари США (медіана — 64 766), а середній дохід на одну сім'ю — 80 521 долар (медіана — 76 987). Медіана доходів становила 56 750 доларів для чоловіків та 48 578 доларів для жінок. За межею бідності перебувало 8,1 % осіб, у тому числі 10,9 % дітей у віці до 18 років та 6,4 % осіб у віці 65 років та старших.
Цивільне працевлаштоване населення становило 3907 осіб. Основні галузі зайнятості: освіта, охорона здоров'я та соціальна допомога — 24,9 %, роздрібна торгівля — 14,3 %, виробництво — 9,6 %, науковці, спеціалісти, менеджери — 9,2 %.